# Daniel Graf
Daniel Graf (Gräfenroda, 7 september 1981) is een Duits voormalig biatleet die zijn debuut in de wereldbeker maakte in het seizoen 2003/2004.
Hij baarde vooral opzien in het seizoen 2007/2008 door als lid van het Duitse B-team en vervanger van de geblesseerde Andreas Birnbacher, meteen vijfde te worden in de 20 km
individueel in Kontiolahti en derde te worden bij de achtervolgingswedstrijd in Hochfilzen.

## Resultaten

### Olympische Winterspelen
| Jaar | Plaats    | Onderdeel   | Onderdeel | Onderdeel     | Onderdeel  | Onderdeel |
| Jaar | Plaats    | Individueel | Sprint    | Achtervolging | Massastart | Estafette |
| ---- | --------- | ----------- | --------- | ------------- | ---------- | --------- |
| 2006 | Turijn    | –           | –         | –             | –          | –         |
| 2010 | Vancouver | –           | –         | –             | –          | –         |

### Wereldkampioenschappen
| Jaar | Plaats           | Onderdeel                               | Onderdeel                               | Onderdeel                               | Onderdeel                               | Onderdeel                               | Onderdeel          |
| Jaar | Plaats           | Individueel                             | Sprint                                  | Achtervolging                           | Massastart                              | Estafette                               | Gemengde estafette |
| ---- | ---------------- | --------------------------------------- | --------------------------------------- | --------------------------------------- | --------------------------------------- | --------------------------------------- | ------------------ |
| 2005 | Hochfilzen       | 19e                                     | –                                       | –                                       | 17e                                     | –                                       | –                  |
| 2006 | Pokljuka         | Niet gehouden vanwege Olympische Spelen | Niet gehouden vanwege Olympische Spelen | Niet gehouden vanwege Olympische Spelen | Niet gehouden vanwege Olympische Spelen | Niet gehouden vanwege Olympische Spelen | –                  |
| 2007 | Antholz          | –                                       | –                                       | –                                       | –                                       | –                                       | –                  |
| 2008 | Östersund        | 33e                                     | 7e                                      | 19e                                     | 17e                                     | –                                       | –                  |
| 2009 | Pyeongchang      | –                                       | –                                       | –                                       | –                                       | –                                       | –                  |
| 2010 | Chanty-Mansiejsk | Niet gehouden vanwege Olympische Spelen | Niet gehouden vanwege Olympische Spelen | Niet gehouden vanwege Olympische Spelen | Niet gehouden vanwege Olympische Spelen | Niet gehouden vanwege Olympische Spelen | –                  |
| 2011 | Chanty-Mansiejsk | –                                       | –                                       | –                                       | –                                       | –                                       | –                  |
| 2012 | Ruhpolding       | –                                       | –                                       | –                                       | –                                       | –                                       | –                  |

### Wereldkampioenschappen junioren
| Jaar | Plaats           | Onderdeel   | Onderdeel | Onderdeel     | Onderdeel |
| Jaar | Plaats           | Individueel | Sprint    | Achtervolging | Estafette |
| ---- | ---------------- | ----------- | --------- | ------------- | --------- |
| 1999 | Pokljuka         | 13e         | 5e        | 12e           | Brons     |
| 2000 | Hochfilzen       | 52e         | Brons     | 6e            | Goud      |
| 2001 | Chanty-Mansiejsk | 9e          | Brons     | 4e            | Goud      |

### Wereldbeker
Eindklasseringen
| Seizoen   | Algemeen | Individueel | Sprint | Achtervolging | Massastart |
| --------- | -------- | ----------- | ------ | ------------- | ---------- |
| 2002/2003 | –        | –           | –      | –             | –          |
| 2003/2004 | –        | –           | –      | –             | –          |
| 2004/2005 | 22e      | 23e         | 25e    | 23e           | 26e        |
| 2005/2006 | 55e      | –           | 45e    | 50e           | –          |
| 2006/2007 | 54e      | –           | 46e    | 38e           | –          |
| 2007/2008 | 13e      | 20e         | 8e     | 17e           | 11e        |
| 2008/2009 | 85e      | 58e         | –      | –             | –          |
| 2009/2010 | 102e     | –           | 83e    | –             | –          |
| 2010/2011 | –        | –           | –      | –             | –          |
| 2011/2012 | 62e      | –           | 66e    | 50e           | –          |